# هيل جنسن
هيل جنسن (بالدنماركية: Helle Jensen)‏ هي لاعبة كرة قدم ومدربة كرة قدم دنماركية، ولدت في 23 مارس 1969 في آلبورغ في الدنمارك. شاركت مع منتخب الدنمارك لكرة القدم للسيدات. أما مع النوادي، فقد لعبت مع Fortuna Hjørring ‏.

## وصلات خارجية
- هيل جنسن على موقع الاتحاد الدولي (مؤرشف)  (الإنجليزية)
- هيل جنسن على موقع قاعدة بيانات كرة القدم.إي يو (الإنجليزية)
- هيل جنسن على موقع عالم كرة القدم.نت (الإنجليزية)
- هيل جنسن على موقع اللجنة الأولمبية الدولية (الإنجليزية)
- هيل جنسن على موقع أوليمبيديا (الإنجليزية)